# Pentafluorbenzoylchlorid
Pentafluorbenzoylchlorid ist eine organisch chemische Verbindung aus der Gruppe der Carbonsäurechloride.

## Herstellung
Pentafluorbenzoylchlorid kann hergestellt werden, indem Pentafluorbenzoesäure mit Phosphorpentachlorid umgesetzt wird.

## Reaktionen und Verwendung
Pentafluorbenzoylchlorid kann als Reagenz für Veresterungen, insbesondere zur Herstellung von makrocyclischen Lactonen, verwendet werden. Dazu wird eine entsprechende Hydroxycarbonsäure mit Pentafluorbenzoylchlorid und Triethylamin in Toluol umgesetzt. Dabei wird zunächst ein gemischtes Anhydrid gebildet. Die Cyclisierung wird wahrscheinlich durch eine nicht-kovalente Interaktion zwischen dem elektronenarmen Aromaten und der Hydroxygruppe der Hydroxycarbonsäure gefördert. Zu den Lactonen, die so synthetisiert wurden, gehören unter anderem Pentadecanolid, Hexadecanolid, Heptadecanolid und Docosanolid.
Es dient außerdem als Intermediat für die Herstellung von Pentafluorbenzaldehyd. Dazu wird es zunächst mit Ammoniak in das Carbonsäureamid umgewandelt, dann mit Phosphorpentoxid zum Nitril dehydratisiert. Der Aldehyd wird durch Stephen-Reduktion des Nitrils mit Zinn(II)-chlorid erhalten.
Amine können mit Pentafluorbenzoylchlorid derivatisiert werden. Dies ist nützlich für deren Extraktion und Quantifizierung, beispielsweise mittels GC-MS. Diese Derivatisierung wurde auch zur Bestimmung von Amantadin in Blutplasma verwendet. Auch zur Derivatisierung von Alkoholen und Thiolen eignet sich die Verbindung, diese können dann als Ester analysiert werden.